# Martin Kaczmarski
Martin Kaczmarski (ur. 30 lipca 1990 w Essen, Niemcy) – polski przedsiębiorca, kierowca rajdowy i wyścigowy. Pomysłodawca, współwłaściciel i prezes zarządu Kaczmarski Group sp. z o.o. W styczniu 2014 roku wystartował w 36. edycji Dakaru i jako najmłodszy w historii tego rajdu kierowca samochodu zajął 9. miejsce w klasyfikacji generalnej.

## Działalność
Rodzinna firma Kaczmarski Group skupia obecnie 12 podmiotów i marek. Martin Kaczmarski od 2014 roku pełni funkcję prezesa zarządu Kaczmarski Group sp. z o.o. Jest pomysłodawcą ChronPESEL.pl – platformy zapewniającej konsumentom ochronę w przypadku wyłudzenia ich danych osobowych oraz NFG – spółki specjalizującej się w świadczeniu usług dla przedsiębiorstw z sektora MŚP m.in. w zakresie faktoringu (w przypadku tej spółki funkcjonuje również jako członek rady nadzorczej). Głównym celem rozwijanego przez niego biznesu jest ograniczenie ryzyka w relacjach między przedsiębiorcami. Od 2015 jest prokurentem w Kaczmarski Inkasso sp. z o.o., najstarszej polskiej spółce windykacyjnej. Pełni również funkcję członka rad nadzorczych w  Krajowym Rejestrze Długów BIG SA oraz NFG.
W styczniu 2016 roku Martin Kaczmarski został Konsulem Honorowym Republiki Łotewskiej we Wrocławiu.
Na początku 2024 r. znalazł się w gronie założycieli Rady Polskich przedsiębiorców, organu doradczego działającego w ramach Pracodawców Rzeczpospolitej Polskiej (Pracodawcy RP).
W 2025 r. powołał Fundację Świadomy Medyk, której misją jest wspieranie i rozwój kompetencji ratowników medycznych, wyrównywanie poziomu wiedzy w tym środowisku oraz zwiększanie skuteczności działań podejmowanych na rzecz pacjentów. Pod redakcją Martina Kaczmarskiego oraz dr n. med. Jacka Wawrzynka powstała książka „K1/K2. 50 najczęstszych interwencji Zespołów Ratownictwa Medycznego”, wydana przez Fundację Świadomy Medyk.W ramach działalności statutowej fundacja przekazała bezpłatnie ponad 5000 egz. książki do ponad 1600 zespołów ratownictwa medycznego, szpitalnych oddziałów ratunkowych, baz Lotniczego Pogotowia Ratunkowego oraz oddziałów GOPR i TOPR w całej Polsce.

## Działalność sportowa
Kaczmarski, jeszcze jako nastolatek, zaczynał od jazdy tzw. szayowozem (samochód do terenowego crossu z silnikiem „malucha” zamontowanym w przestrzennej klatce z rur; nazwa od nazwiska legendarnego komentatora imprez motorsportowych Krzysztofa Szaykowskiego). Potem miał Jeepa Wranglera, którym startował w rajdach przeprawowych.
W 2012 roku wziął udział w Mistrzostwach Polski Cross Country. W swoim pierwszym sezonie, jeżdżąc angielskim Bowler Nemesis, od razu wywalczył drugie wicemistrzostwo. Z Bowlera przesiadł się do Toyoty Hilux, w której wystartował w 2013 roku na piaskach Kataru i Abu Dhabi. Pod koniec 2013 roku Martin Kaczmarski otrzymał zaproszenie od niemieckiej firmy X-Raid do ścigania się ich samochodem Mini All4Racing, którym jeździł w całym sezonie 2014 Pucharu Świata Cross Country.
W sezonie 2015 ścigał się w Rallycrossie w klasie RX Lites, w której zajął 10. miejsce w klasyfikacji generalnej jeżdżąc wyścigową Fiestą. Rok 2016 to dla Kaczmarskiego rywalizacja w Mistrzostwach Europy FIA Rallycross w najmocniejszej klasie Supercar, którą ukończył na 11. miejscu w klasyfikacji generalnej i jako najlepszy z kierowców Fiest.
W 2014 roku w trakcie ostatniego dnia Pucharu Świata Cross Country w Katarze Kaczmarski jechał z 40 sekundową przewagą nad liderem Nasserem Al Attiyah. Jednak urwane koło na 150 km przed metą uniemożliwiło zawodnikowi Lotto Team dalszą jazdę. Z 37. edycji Rajdu Dakar (styczeń 2015) wyeliminowała go kontuzja kręgosłupa (skręcenie odcinka szyjnego) odniesiona w październikowym rajdzie Pucharu Świata Cross Country w Maroku.
W 2021 r. za kierownicą Porsche 911 GT3 w parze z Mateuszem Lisowskim wystartował w Wyścigowych Samochodowych Mistrzostwach Polski w kategorii Endurance, w której wywalczył podium zajmując trzecie miejsce. Zimą 2022 r. kontynuował treningi na portugalskich torach Autódromo do Estorii oraz Autódromo Internacional do Algavre,], a następnie Hockenheinring w Niemczech, by już w czerwcu 2022 r. na austriackim Red Bull Ring wywalczyć drugie miejsce w klasie GTC oraz pierwsze miejsce w wyścigu Endurance. We wrześniu tego samego roku zdobył Mistrzostwo Europy serii FIA Central European Zone Endurance Championship za sezon 2022.
W sezonie 2023 r. kontynuował starty w wyścigach za kierownicą Porsche 911 GT3 biorąc udział w zawodach Porsche Sports Cup Deutchland m.in. na torach Misano World Circuit we Włoszech czy Red Bull Ring w Austrii.
W 2024 r. przesiadł się do Mercedesa AMG GT3, w którym brał udział w wyścigach serii GTWS Winter Series na torach m.in. Circuito Permanente w Jerez de la Frontera w Hiszpanii (zakończony na podium), Ciudad del Motor de Aragón w Hiszpanii (ukończony na 1. miejscu) oraz Circuit de Barcelona-Catalunya. W tym samym roku uczestniczył również w wyścigach z cyklu FIA CEZ Circuit Racing. W parze z Mateuszem Lisowskim wygrał otwierające cykl zawody na Węgrzech. W lipcu 2024 r. wziął również udział w 12 godzinnym wyścigu serii Creventic 24 Series na torze Misano World Circuit Marco Simoncelli we Włoszech.
W połowie 2024 r. powrócił do startów w rajdach cross country zasiadając za kierownicą Toyoty Hilux Overdrive T1 Ultimate. Wziął udział w Baja Aragón w Hiszpanii, rozgrywanym na Pomorzu Baja Poland oraz Rallye du Maroc (Rajdzie Maroka). Rok później wystartował w Rajdzie Jordanii (Jordan Baja) oraz Italian Baja, gdzie wywalczył drugie miejsce w klasyfikacji generalnej.

## Wyniki
- 2. miejsce – Puchar Świata Cross Country 2013 w Portugalii[31].
- 3. miejsce – Puchar Świata Cross Country 2014 w Hiszpanii[32].
- 3. miejsce – Puchar Świata Cross Country 2014 w Polsce[33].
- 4. miejsce – Puchar Świata Cross Country 2014 w Rosji[34].
- 9. miejsce – 36. edycja Rajdu Dakar (2014)[35].
- 2. miejsce – Puchar Świata Cross Country 2025 we Włoszech[28].

## Życie prywatne
Martin Kaczmarski jest synem Macieja Kaczmarskiego, twórcy pierwszej polskiej firmy windykacyjnej Kaczmarski Inkasso, i Małgorzaty Kaczmarski.
Imię Martina wynika z miejsca jego urodzenia. Jego rodzice wyemigrowali do Niemiec i gdy rodził się on w Essen nie planowali powrotu. Pierwsze dwa lata swojego życia Martin spędził za zachodnią granicą, następnie z całą rodziną przeniósł się już na stałe z powrotem do Polski.

## Nagrody i wyróżnienia
- Menedżer Roku 2024 w rankingu miesięcznika „Home&Market”[37].
- Na liście „Top 50 Managers Rynku Zarządzania Wierzytelnościami w Polsce” (2024) według Loan Magazine[38].
- Finansista Roku 2023 w rankingu „Gazety Finansowej”[39].
- Menedżer Roku 2021 w rankingu miesięcznika „Home&Market”[40].
- Na liście „25 Top Menedżerów w Finansach” miesięcznika „Home&Market”[41].
- Laureat Manager Award 2018 przyznawaną przez redakcję „Manager Magazine”[42].